# Bo Bättre (utställning)

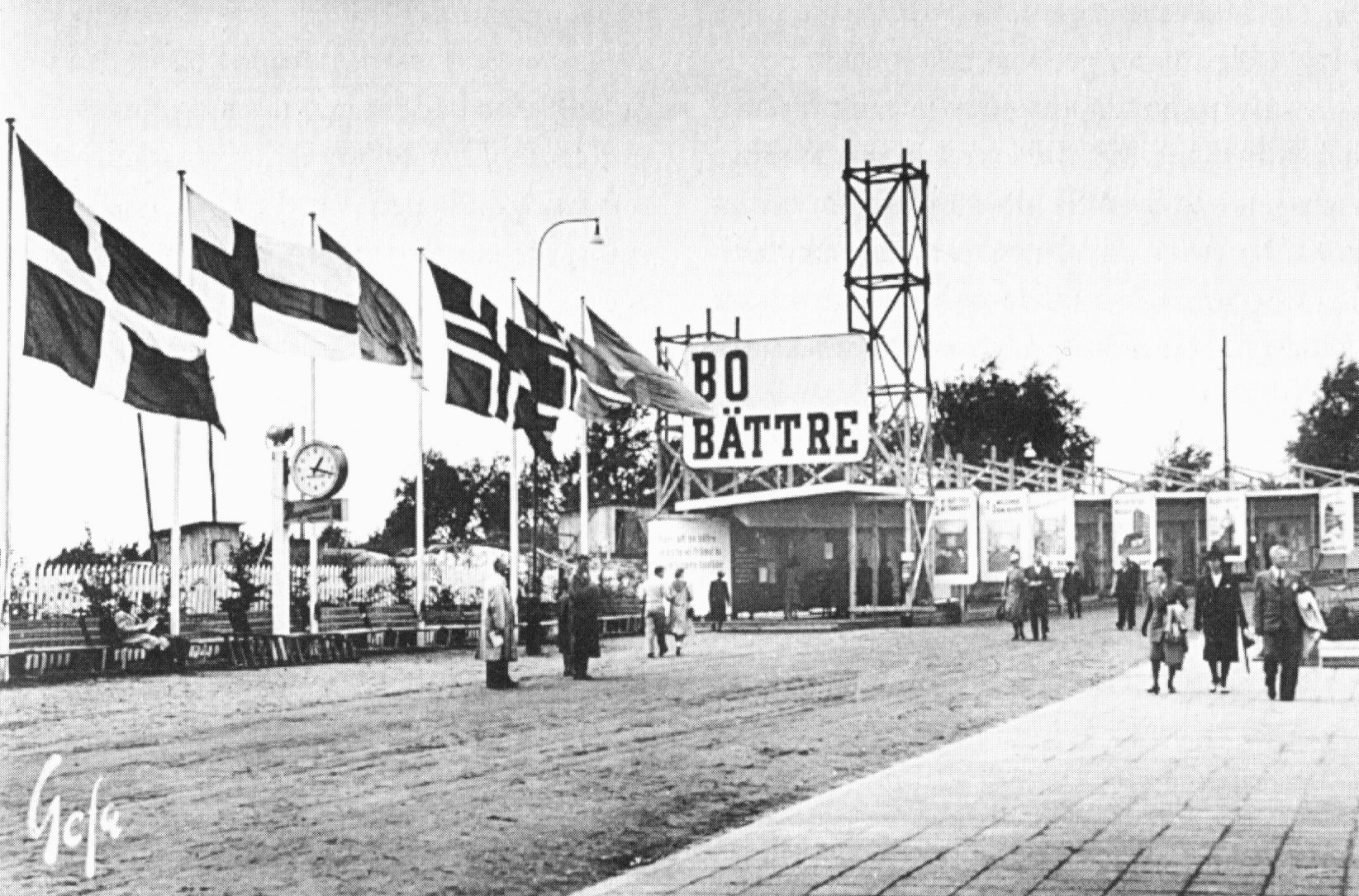
Utställningen Bo Bättre i Göteborg 1945.

Bo Bättre var en bostadsutställning i norra Guldheden i Göteborg, 17 augusti–16 september 1945 som kom till med anledning av Svenska slöjdföreningens 100-årsjubileum. Arrangörer var Göteborgs stad, Statens Byggnadslånebyrå och Svenska slöjdföreningen. Utställningen var en fortsättning av frågan om bostadens rationella utformning, vilket hade varit i fokus på Stockholmsutställningen 1930. 
Stadsplanen från 1939 av Uno Åhrén utgjorde grund för områdets utformning. Under ledning av Tage William-Olsson på Stadsplanekontoret togs planen upp på nytt 1943 och bearbetades tillsammans med stockholmsarkitekterna Gunnar Wejke och Kjell Ödeen, som fick uppdraget att utforma området samt de olika husen. Inte förrän i november 1944 var stadsplanen godkänd, endast gällande områdets norra del. Byggstart var i januari 1945 och omfattade 600 lägenheter. Trots bristen på byggmaterial färdigställdes cirka 400 lägenheter till utställningen på hösten 1945 och de återstående under våren 1946. Det som utmärker husen är bland annat sadeltak, profilerade taklister och burspråk.
Vid entrén till utställningen fanns tillfälliga paviljonger som innehöll en skärmutställning där olika bostadsutredningar presenterades, med även diskuterades. Här visades också 33 möblerade lägenheter i de hus som blivit färdigställda. Grupperingen av de olika möbleringsförslagen kretsade kring teman som ”Familjen som växer”, ”Ordna för barnen”, ”Arbete och sällskapsliv” och andra. Lägenheterna var utformade enligt krav från en bostadsutredning som utfördes av Svenska Arkitekters Riksförbund och Svenska slöjdföreningen. 
I sin helhet var området inriktat på medelklassfamiljer med en förvärvsarbetande hustru. Detta var den första grannskapsenheten i Sverige som genomförts, där förebilderna hämtats från främst USA och England. Årsta i Stockholm byggdes under samma tidsepok. Även ett förslag över en stadsplanetävling för Södra Guldheden visades. Planeringen av bostadsområden i Göteborg under 1950-talet kom att präglas av utvecklingen i Norra och Södra Guldheden.

## Bilder från utställningen

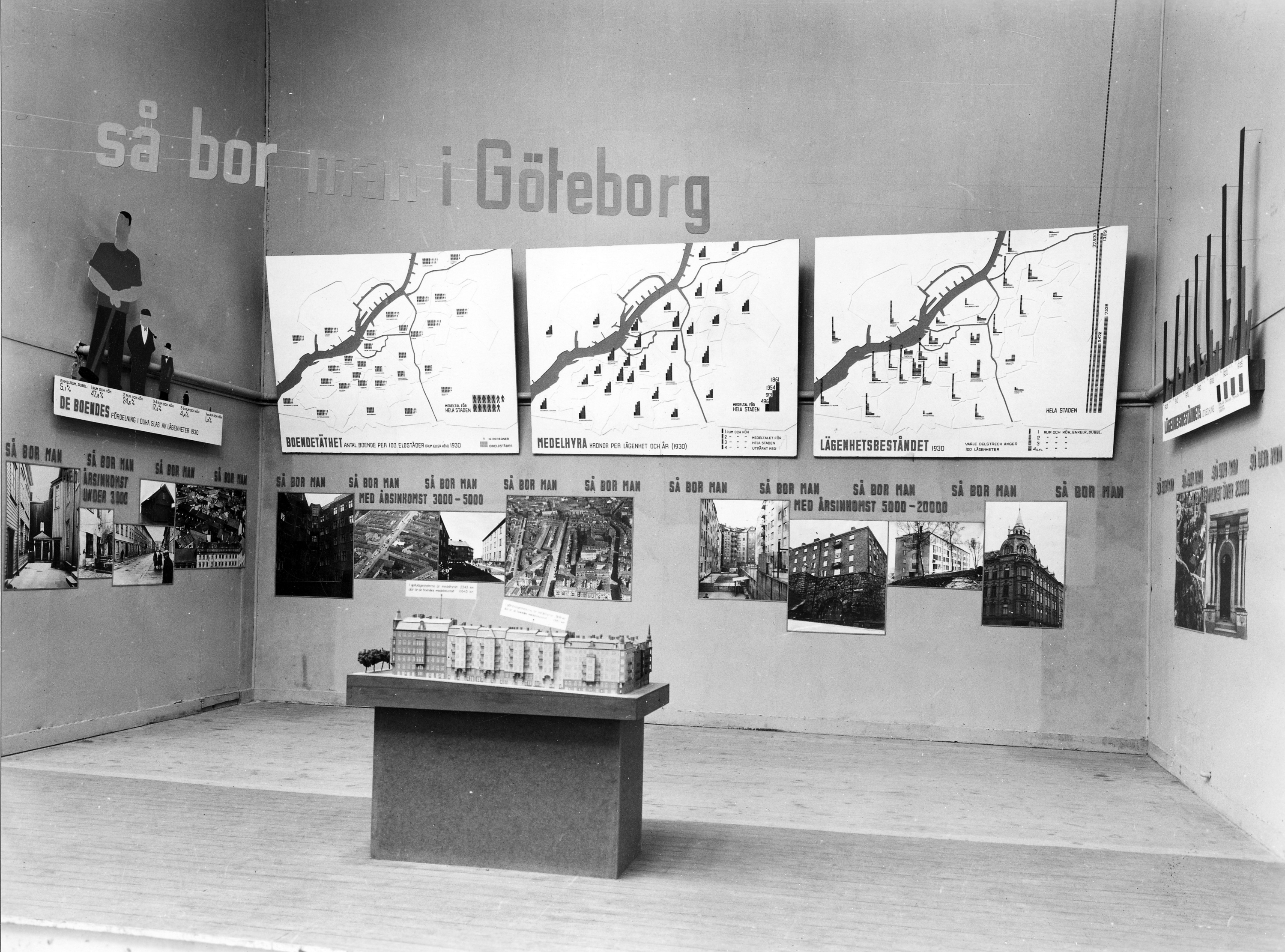
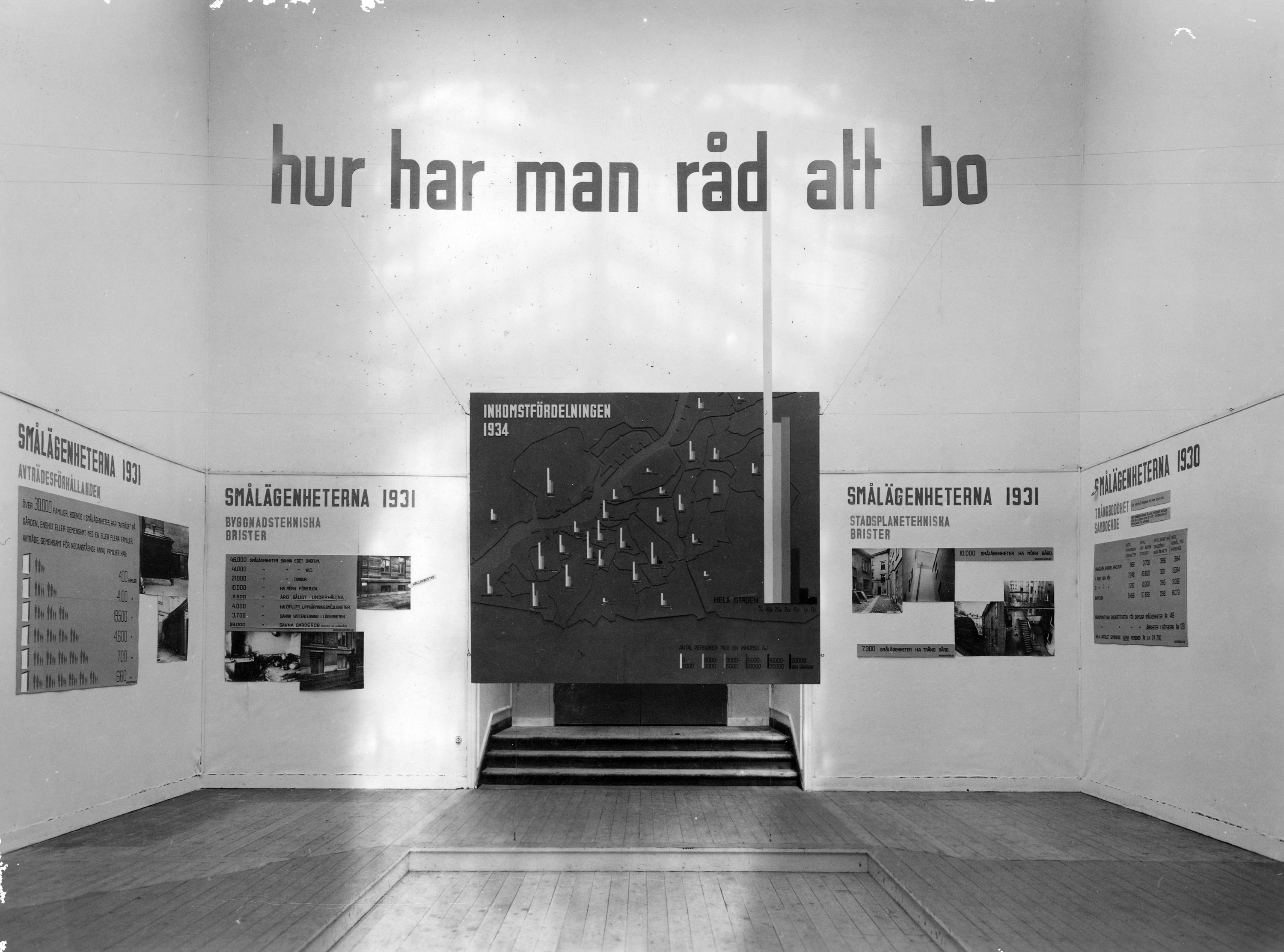
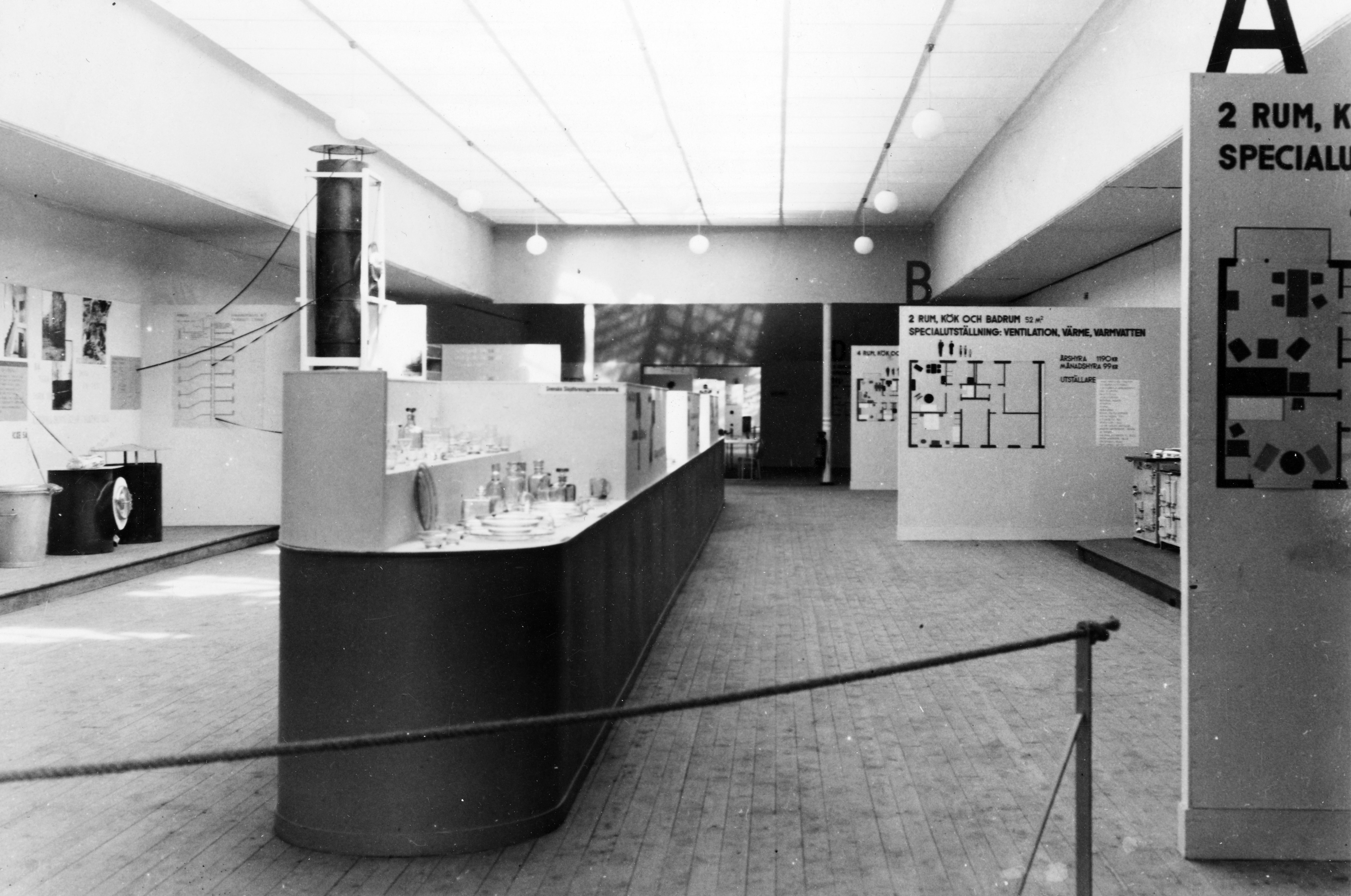
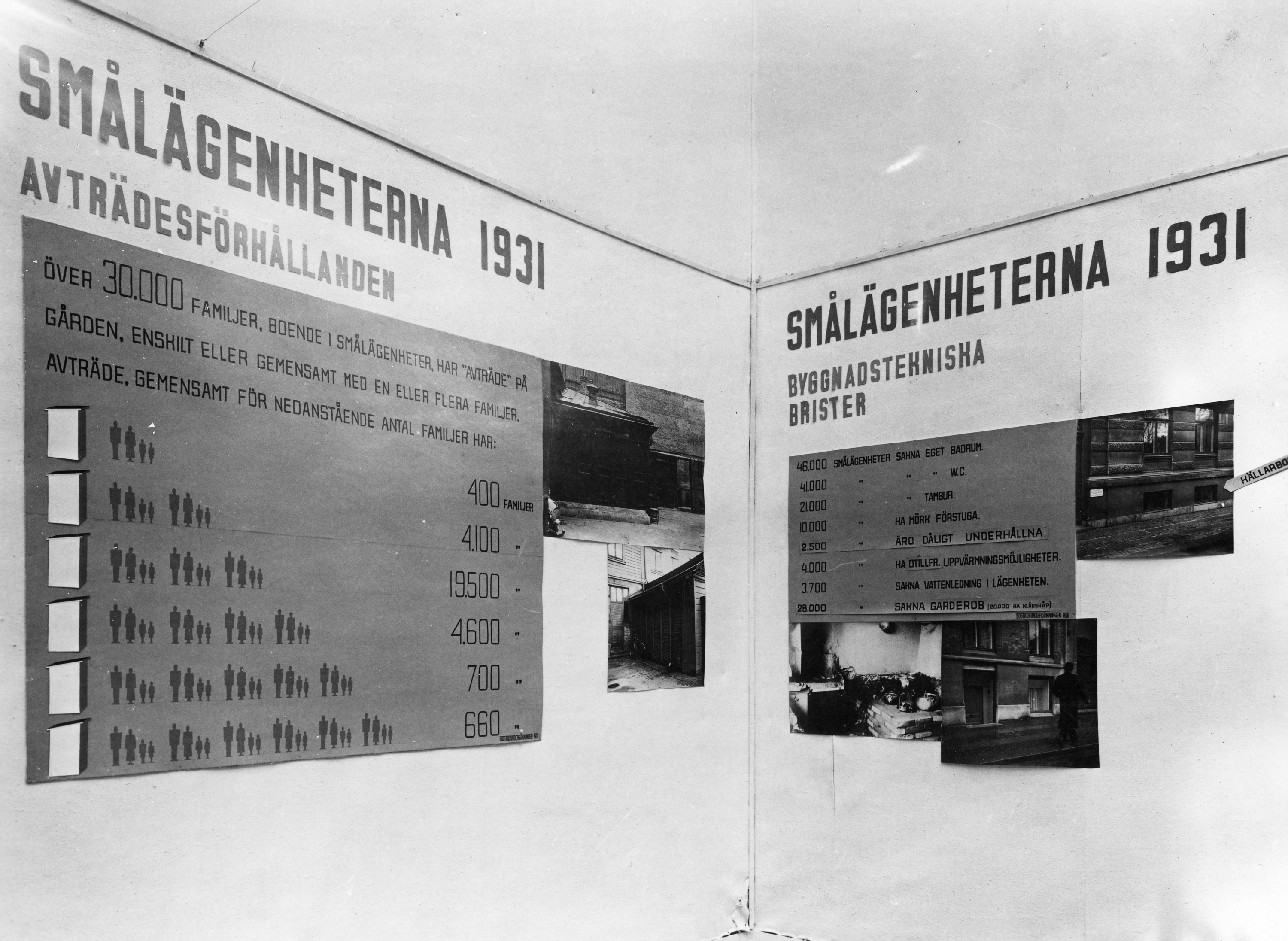